# Zibka (album)
Zibka je album ansambla Tonija Verderberja, ki je bil izdan leta 1999. Ime je dobil po istoimenski prvi skladbi na albumu. Posnet je bil v studiu Metulj Novo mesto in izdan kot zgoščena plošča in avdiokaseta. To je njihov deveti studijski album.
Fotografijo za naslovnico albuma je fotografiral Marko Klinc.

## Snemalna zasedba
Glavni vokal in harmoniko je posnel Toni Verderber, spremljevalni vokal in ritem kitaro Jože Kastelec, bas kitaro Pavel Šterk in tamburico brač Borut Klobučar.

## Seznam pesmi
1. »Zibka« (T. Verderber, T. Gašperič) - 2:33
2. »Brat veter« (T. Verderber, T. Gašperič) - 2:28
3. »Novoletna« (T. Verderber, F. Požek) - 3:38
4. »Na ribolovu« (T. Verderber) - 2:30
5. »Kmečka peč« (T. Verderber, T. Gašperič) - 3:00
6. »Gremo na vino« (T. Verderber, T. Gašperič) - 2:25
7. »Zgodba o srni« (T. Verderber, I. Sivec) - 3:36
8. »Na jurjevo« (T. Verderber) - 2:54
9. »Deklica z rožami« (T. Verderber, F. Požek) - 2:37
10. »Bog je ustavril zemljico« (ljudska) - 3:07